# Ховейзе
Ховейзе́ (Хевизе́, перс. هويزه‎) — небольшой приграничный город на юго-западе Ирана, в остане Хузестан. Административный центр шахрестана Ховейзе. На 2006 год население составляло 14 422 человек.
Альтернативные названия: Хузган (Huzgan), Хавизе (Havizeh), Ховайзе (Hovayzeh), Хавиза (Hawiza).

## География
Город находится на западе Хузестана, в северо-западной части Хузестанской равнины, на высоте 14 м над уровнем моря.
Ховейзе расположен на расстоянии приблизительно 50 км к северо-западу от Ахваза, административного центра остана и на расстоянии 550 км к юго-западу от Тегерана, столицы страны.
До 1832 года через Ховейзе протекала река Керхе (бассейн Тигра). Из-за разрушения плотины Керхе покинула старое русло и течёт по искусственному руслу севернее Ховейзе.

## Экономика
Окрестности города богаты нефтью. Помимо этого, Ховейзе является важным региональным центром производства сельскохозяйственной продукции.